# Su Jia-chyuan

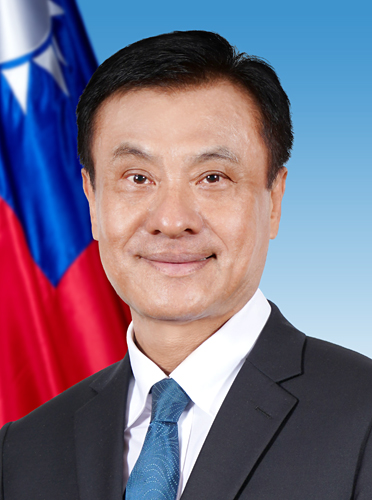
Su Jia-chyuan

Su Jia-chyuan (chinesisch 蘇嘉全, Pinyin Sū Jiāquán; * 22. Oktober 1956 in Changzhi, Landkreis Pingtung) ist ein taiwanischer Politiker der Demokratischen Fortschrittspartei (DPP) und seit dem 1. Februar 2016 Präsident des Legislativ-Yuans, des Parlaments der Republik China (Taiwan).

## Politische Karriere
Su ist ein Absolvent der Nationaluniversität Taiwan für Ozeanographie in Keelung (Abschluss 1979). Nach dem Studium engagierte er sich in der Dangwai-Bewegung, die die Demokratisierung Taiwans zum Ziel hatte. 1986 wurde er als Abgeordneter in den Landtag von Pingtung gewählt und gehörte zu den Gründungsmitgliedern der Demokratischen Fortschrittspartei (DPP). Für seine Partei gehörte er der von 1991 bis 1992 der Nationalversammlung und von 1992 bis 1997 erstmals dem taiwanischen Parlament (Legislativ-Yuan) an. 1997 wurde Su zum Landrat des Landkreises Pingtung gewählt und hatte dieses Amt bis 2004 inne.
Im April 2004 wurde er unter Präsident Chen Shui-bian ins Kabinett der Republik berufen, dem er bis 2006 als Innenminister sowie von 2006 bis 2008 als Vorsitzender der Landwirtschaftskommission angehörte. Nach seinem Ausscheiden aus der Regierung hatte Su verschiedene Parteiämter inne, u. a. das Amt des Generalsekretärs der DPP. Im Jahr 2010 kandidierte er für das Amt des Bürgermeisters von Taichung, musste sich jedoch mit 48,88 % der Stimmen knapp seinem Kontrahenten Jason Hu von der Kuomintang (51,12 %) geschlagen geben. Bei der Präsidentenwahl 2012 kandidierte er an der Seite der DPP-Präsidentschaftskandidatin Tsai Ing-wen für das Amt des Vize-Präsidenten.
Nach der Parlamentswahl im Januar 2016 zog Su erneut als Abgeordneter ins Parlament ein und wurde in der ersten Sitzung der neuen Legislaturperiode am 1. Februar 2016 zum Parlamentspräsidenten gewählt. Dieses Amt hatte er bis zum 31. Januar 2020 inne. Er war der erste Parlamentspräsident in der Geschichte des Legislativ-Yuans, der nicht der Kuomintang angehörte.